# Hadena folia
Hadena folia là một loài bướm đêm trong họ Noctuidae.